# Thomas Enders
Thomas Enders (Bruchertseifen, Renania-Palatinado, 21 diciembre de 1958) es un gerente alemán. Él era de mayo de 2004-agosto de 2007 Consejero Delegado de EADS (hoy Grupo Airbus). El 27 de agosto de 2007, fue nombrado Consejero Delegado (CEO) de la compañía en mayo de 2012, tras haber sido CEO de Airbus desde 2007.
Estudió Ciencias Económicas, Ciencias Políticas e Historia en la Universidad de Bonn y en la Universidad de California-Los Ángeles (UCLA). Antes de incorporarse a la industria aeroespacial en 1991 (Messerschmitt-Bölkow-Blohm (MBB GmbH) desempeñó varias funciones: entre otras, miembro de la Secretaría de Planificación del Ministro de Defensa alemán. En MBB y posteriormente en DASA ocupó diversos puestos, entre ellos, los de Jefe de Gabinete, Director de Estrategia Empresarial y Tecnología y responsable de Sistemas de Defensa. 
Tras la creación de EADS en 2000, fue nombrado CEO de la División Defence and Security Systems de EADS, ocupando este cargo hasta 2005, cuando fue nombrado co-CEO de EADS. Asimismo Enders fue Presidente de la BDLI (Asociación Federal Alemana de la Industria Aeroespacial) de 2005 a 2012. Ha sido desde 2009 miembro del Consejo de Presidencia de la BDI (Confederación de la Industria Alemana). De 2005 a 2009 fue Presidente de la Atlantik-Brücke e.V. Desde noviembre de 2011 ha formado parte del Grupo Asesor de Negocios del Primer Ministro de Reino Unido, David Cameron. Ha sido miembro del Consejo Consultivo Conjunto de Allianz SE desde enero de 2013.
A continuación se detallan sus cargos actuales además de los expuestos en el organigrama anterior:
- Consejero Delegado de EADS N.V.
- Miembro del Comité Ejecutivo de EADS N.V.
- Presidente del Comité de Accionistas de Airbus S.A.S.
- Presidente del Consejo de Supervisión de Airbus Helicopters S.A.S.
- Presidente del Consejo de Supervisión de Astrium B.V.
- Presidente del Consejo de Supervisión de EADS Deutschland GmbH.
- Miembro de la Junta Directiva de la BDI (Confederación de la Industria Alemana).
- Miembro del Consejo Consultivo Conjunto de Allianz SE.
- Miembro del Consejo de Gobierno de HSBC Trinkaus.
- Miembro de Consejo Asesor Internacional del Atlantic Council de EE. UU.

Otros cargos ocupados durante los últimos cinco años:
- Presidente de Atlantik Brücke, de 2005 a 2009.
- Presidente y Consejero Delegado de Airbus S.A.S., de 2007 a 2012.
- Presidente de la BDLI (Asociación Federal Alemana de la Industria Aeroespacial), de 2005 a 2012.
- Presidente del Consejo Asesor para la Innovación e Investigación Aeronáutica en Europa (ACARE), de 2011 a 2013.